# Жильцов, Артур Игоревич
Арту́р И́горевич Жильцо́в (укр. Артур Ігорович Жильцов; 1992) — украинский тхэквондист. Мастер спорта Украины.

## Карьера
Член национальной сборной Украины по тхэквондо. Воспитанник керченской ДЮСШ. В составе сборной Керчи завоевал Кубок Украины, в составе сборной Крыма стал чемпионом Украины. По итогам этих турниров Артур был включен в состав национальной сборной Украины по тхэквондо. Жильцов — чемпион Европы, серебряный призёр чемпионата мира и серебряный призёр открытого Кубка Европы среди взрослых по тхэквондо.
В 2007 году стал лучшим спортсменом города Керчь.

## Достижения
- Серебряный призёр Первенства мира среди юниоров(2006 София, Болгария);
- Победитель Первенства Европы среди юниоров: (2006 Салоники, Греция);
- Серебряный призёр Первенства Европы среди юниоров: (2007 Таллинн, Эстония);
- Бронзовый призёр Чемпионата Европы (2012 София, Болгария);
- Серебряный призёр Кубка Европы среди юниоров(2006 Санкт-Петербург, Россия);
- Бронзовый призёр Кубка мира среди юниоров(2007 Санкт-Петербург, Россия);
- Чемпион Украины среди юниоров 2006, 2007 гг.;
- Чемпион Украины среди взрослых 2012 г.;
- Чемпион Украины среди взрослых 2012 г.;
- Победитель Кубков Украины 2006, 2007, 2008 гг.